# 山陽犬
山陽犬（さんようけん）は、山陽地方原産の絶滅した日本犬である。

## 概要
山陽地方の日本犬は四国や九州のものよりも紀州犬（熊野犬）に似た犬で、中型と小型の2種類が存在した。主に猟犬や番犬として使役されていた。
しかしながら山陽地方は有史より東西貿易が盛んであり、新しい文化や流行が早く浸透しやすかった。闘犬では土佐闘犬やテリア、ブルドッグなどが用いられ、山陽犬を重視するものはいなかった。また、シカやイノシシが姿を消したと共に、山陽犬も姿を消していった。
中型犬は四貫半から五貫（約16.9-18.8kg）ほどである。野生犬に関しては七貫から八貫（約26.3-30kg）ほどであったが、姿は酷く見劣る。毛色は虎斑毛であった。俵山の中型犬は他の山陽地方の中型犬よりも良質であったが、猟師の関心が薄く犬質は次第に低下していった。山陽地方で見かける中型犬で、質のいいものは移入された犬となっていた。
小型犬は中型のものよりも熱心だった傾向もあり、小獣猟で使われてしばらく存続したが、これも絶滅している。

## ギャラリー

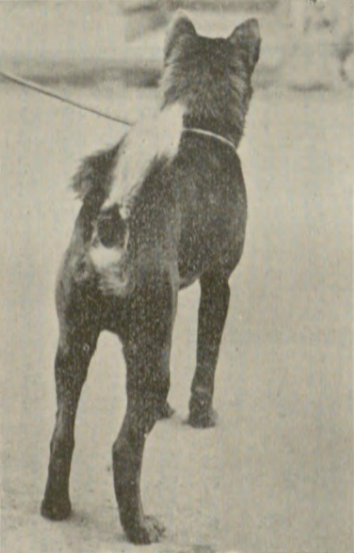
小型犬
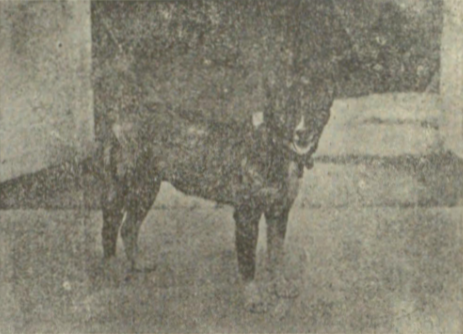
広島県産の小型虎斑犬